# Mangkunegara III

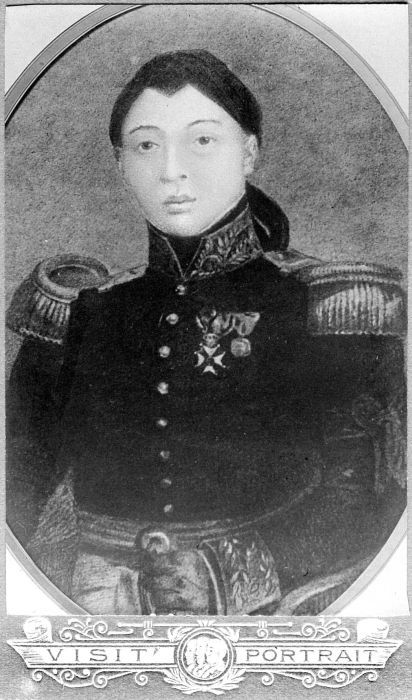
Mangkunegara III (collectie Wereldmuseum Amsterdam)

Mangkunegara III (ook: Mangkoenegara III) was de zelfregeerder van Mangkunegaran, een vorstenland op Java. De prins regeerde als vazal van de susuhunan van Surakarta en de Nederlanders.
Mangkunegara III regeerde van 1835 tot 1853.